# KrAZ–214
A KrAZ–214 6×6-os hajtásképletű, hét tonna teherbírású szovjet terepjáró tehergépkocsi, melyet 1956–1959 között a Jaroszlavli Autógyárban, majd 1959 után a Kremencsuki Autógyárban gyártottak.

## Története
A tehergépkocsi tervezése 1950-ben kezdődött a Jaroszlavli Autógyárban (JaAZ) Viktor Oszepcsugov főkonstruktőr vezetésével. A hajtáslánc egy részét (osztómű és a hátsó hidak) a JaAZ–210G tehergépkocsiból vették át. A jármű 1951-re készült el, majd 1956-ban indult el a sorozatgyártása JaAZ–214 típusjelzéssel. A Jaroszlavli Autógyárban azonban 1958-ban beszüntették a járműgyártást és a gyárat átnevezték Jaroszlavli Motorgyárra (napjainkban: Avtogyizel), a típus gyártását átadták a Kremencsuki Autógyárnak, ahol KrAZ–214 jelzéssel készült tovább. 1962-ben modernizálták. A KrAZ–214B jelzésű változat elektromos rendszere a 12V-os helyett 24V-os lett és továbbfejlesztett felfüggesztést kapott. A modernizált változatot 1963-tól 1967-ig gyártották. 1959-től készítették a 6×4-es hajtásképletű, terepjáróképeséggel nem rendelkező változatát, a KrAZ–219-t.
A legtöbb KrAZ–214-es járművet a Szovjet Hadseregben alkalmazták, de használták az olajiparban is. Emellett 50 tonnás vontatási teljesítménynek köszönhetően repülőtéri vontatóként is felhasználták.
A járművet többféle speciális feladatkörben is alkalmazták. A KrAZ–214 szolgált hordozójárműként a PMP pontonhíd-rendszerhez, a TMM nehéz hadihídrakó készlethez, valamint az E–305V és EOV–4421 markológépekhez. A KrAZ–214-esre telepítették a 2K5 Korsun harácszati rakétarendszert is.
1967-től a gyártósoron a KrAZ–255B tehergépkocsi váltotta fel.

## Változatok
- JaAZ–214 és KrAZ–214 – Alapváltozat. 1959–1963 között készült.
- KrAZ–214B – Továbbfejlesztett változat. 1963–1967 között gyártották.
- KrAZ–222 Dnyepr – Dömper változat. 1958-tól 1959 végéig Jaroszlavlban gyártották JaAZ–222 típusjelzéssel, majd 1963–1966 között Kremencsukban készült. A járművet nagy mennyiségben használták a Kremencsuki vízerőmű építésénél.

## Üzemeltetők

### Jelenlegi üzemeltetők
- Ukrajna

### Korábbi üzemeltetők
- Szovjetunió

## Fordítás
Ez a szócikk részben vagy egészben  a   KrAZ-214 című angol Wikipédia-szócikk ezen változatának fordításán alapul.  Az eredeti cikk szerkesztőit annak laptörténete sorolja fel. Ez a jelzés csupán a megfogalmazás eredetét és a szerzői jogokat jelzi, nem szolgál a cikkben szereplő információk forrásmegjelöléseként.